# Eugene Levy
Eugene Levy (sinh ngày 17 tháng 12 năm 1946) là một diễn viên, diễn viên hài, nhà sản xuất, đạo diễn và nhà văn người Canada. Từ năm 1976 đến năm 1984, ông tham gia diễn xuất trong loạt phim hài phác thảo trên truyền hình Canada SCTV. Ông là nhân vật chính duy nhất xuất hiện trong tất cả tám bộ phim đầu tiên American Pie, với vai Noah Levenstein. Ông thường chơi những hình tượng bối rối và khác thường. Anh ấy là cộng tác viên thường xuyên của diễn viên kiêm đạo diễn Christopher Guest, diễn xuất và đồng sáng tác bốn bộ phim của ông, bắt đầu với Waiting for Guffman (1996).
Levy đã nhận được Giải thưởng Nghệ thuật Biểu diễn của Toàn quyền, vinh dự cao nhất của Canada về nghệ thuật biểu diễn, vào năm 2008. He was appointed to the Order of Canada on ngày 30 tháng 6 năm 2011. Từ năm 2015 đến năm 2020, anh đóng vai Johnny Rose trong  Schitt's Creek , một loạt phim hài mà anh cùng con trai và bạn diễn đồng sáng tạo Dan Levy. Vào năm 2019 và 2020, anh được đề cử cho Giải Primetime Emmy cho Nam diễn viên chính xuất sắc trong loạt phim hài, mà anh đã giành được vào năm 2020. Levy đã giành được nhiều giải thưởng trong suốt sự nghiệp của mình, bao gồm bốn Primetime Emmy Giải thưởng và Giải Grammy.

## Tiểu sử
Levy sinh trong một gia đình Do Thái ở Hamilton, Ontario. Mẹ ông là người nội trợ còn cha ông làm ở nhà máy chế tạo ô tô. Anh theo học Trường trung học Westdale và Đại học McMaster. Anh là phó chủ tịch của McMaster Film Board, một nhóm phim sinh viên, nơi anh ấy gặp nhà làm phim Ivan Reitman.